# Giängeljaure
Giängeljaure är en sjö i Sorsele kommun i Lappland och ingår i Umeälvens huvudavrinningsområde. Sjön har en area på 0,489 kvadratkilometer och ligger 759,1 meter över havet. Giängeljaure ligger i Vindelfjällen Natura 2000-område. Sjön avvattnas av vattendraget Vuoiramjukke.

## Delavrinningsområde
Giängeljaure ingår i det delavrinningsområde (730534-150502) som SMHI kallar för Mynnar i Falajaure. Medelhöjden är 822 meter över havet och ytan är 26,99 kvadratkilometer. Det finns inga avrinningsområden uppströms utan avrinningsområdet är högsta punkten. Vuoiramjukke som avvattnar avrinningsområdet har biflödesordning 3, vilket innebär att vattnet flödar genom totalt 3 vattendrag innan det når havet efter 371 kilometer. Avrinningsområdet består mestadels av skog (33 procent) och kalfjäll (58 procent). Avrinningsområdet har 1,17 kvadratkilometer vattenytor vilket ger det en sjöprocent på 4,3 procent.